# Ladislav Švec
Ladislav Švec (* 8. ledna 1968) je bývalý slovenský fotbalista.

## Fotbalová kariéra
V československé lize hrál za ZVL Považská Bystrica. Nastoupil v 6 ligových utkáních.

## Ligová bilance
| Ročník                                      | Zápasy | Góly | Klub                  |
| ------------------------------------------- | ------ | ---- | --------------------- |
| 1. slovenská národní fotbalová liga 1986/87 | 8      | 1    | ZVL Považská Bystrica |
| 1. československá fotbalová liga 1989/90    | 6      | 0    | ZVL Považská Bystrica |
| CELKEM                                      | 6      | 0    |                       |